# Ermellina
Ermellina  è un nome proprio di persona italiano femminile.

## Varianti
- Femminili: Ermelina[1], Armellina[4], Armella[4]
- Maschili: Ermellino[1], Ermelino[1], Armellino[4], Armello[4]

## Origine e diffusione

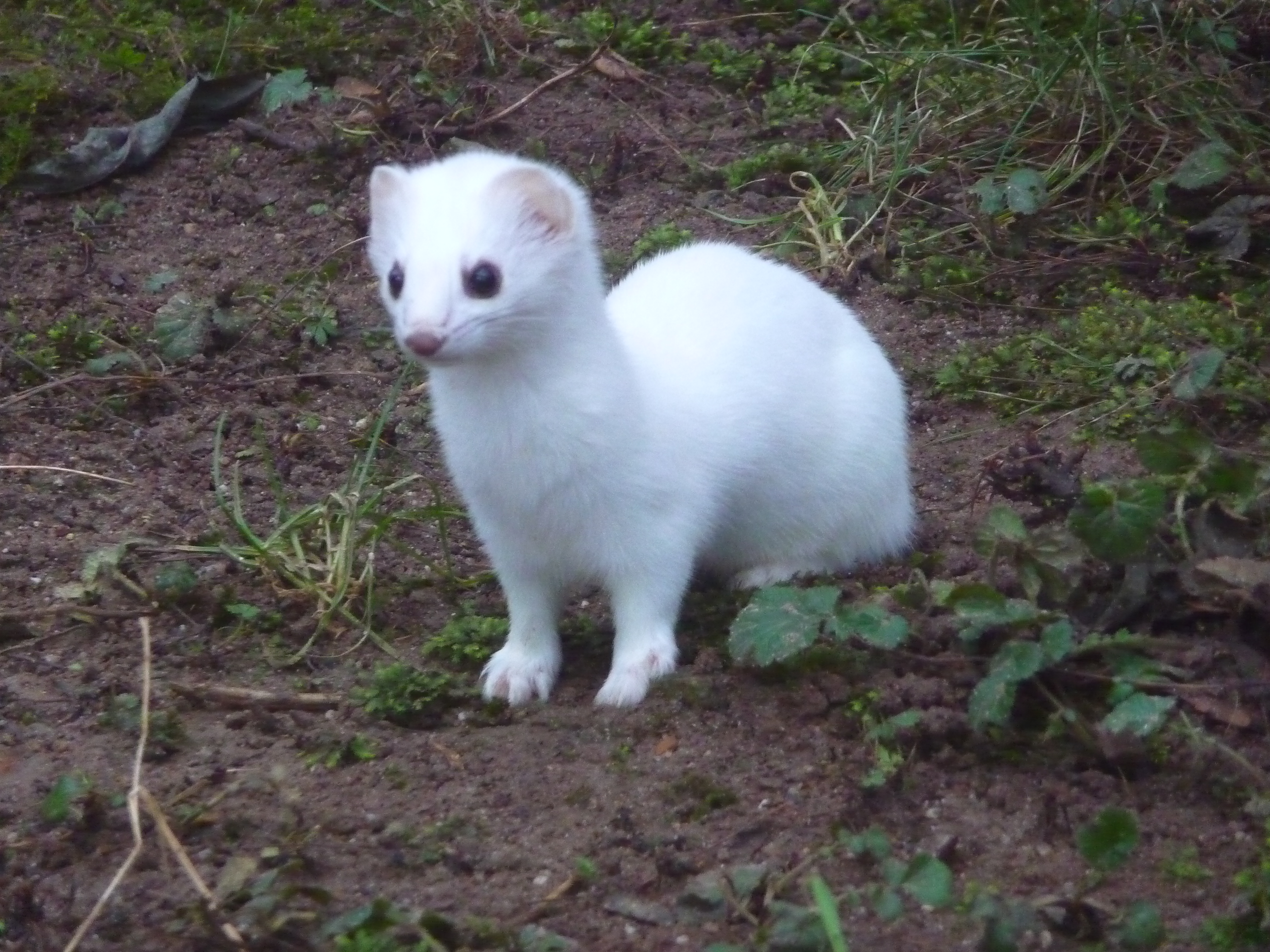
Un ermellino con la tipica pelliccia invernale

Nome di scarsa diffusione, dall'origine dubbia. Da una parte, potrebbe costituire un antico etnonimo riferito all'Armenia (ossia "proveniente dall'Armenia", "originario dell'Armenia"). Dall'altra, potrebbe riprende il nome dell'ermellino (anticamente armellino, da mus armellinus, "topo dell'Armenia"), che nel Medioevo era ritenuto un simbolo di purezza, innocenza, generosità e bontà d'animo. In rari casi, infine, potrebbe costituire un'alterazione del nome germanico Ermelinda.

## Onomastico
L'onomastico si può festeggiare il 9 luglio in memoria di santa Maria Ermellina di Gesù, al secolo Irma Grivot, suora francescana martire presso Taiyuan, in Cina.

## Persone

### Varianti femminili
- Ermelina Carreño, modella spagnola

### Varianti maschili
- Armelino Donizetti Quagliato, vero nome di Zetti, calciatore e allenatore di calcio brasiliano